# Померанцев Юрій Борисович
Юрій Борисович Померанцев (11 лютого 1923, Київ, Українська РСР, СРСР — 22 березня 2022) — радянський і казахстанський актор театру та кіно, режисер, громадський діяч, депутат Верховної Ради Казахської РСР. Герой Праці Казахстану (2018), Народний артист Казахської РСР (1961) .

## Життєпис
Юрій Померанцев народився 1923 року в родині відповідального працівника «Карагандашахтбуду», репресованого в 1938 році, після чого сім'ї довелося переїхати до Москви. Після мобілізації до лав Червоної Армії в жовтні 1941 року пройшов у Казані курс короткого навчання бійця, отримавши звання єфрейтора.
Учасник німецько-радянської війни: в лютому-березні 1942 року — помічник командира відділення 269-го окремого лижного батальйону 1-ї ударної армії (Північно-Західний фронт). Брав участь в Демянській операції, в ході якої 11 березня 1942 року був важко поранений і до травня 1942 року перебував у госпіталі в місті Горький (нині Нижній Новгород) Росії.
Після тривалого лікування в 1943 році приїхав до Алма-Ати, де в евакуації перебувала його мати. Тут і почалася його акторська кар'єра, хоча спеціальної освіти він не здобув.
У 1943—1945 роках Юрій Померанцевартацював ист хоомру Алма-Атинської тгоатру опери та балету ім. Аеніая, в 1945—1953 — арр. ктор театру для дітей та юнацтва Казахстану, в 1953—1954 — ароках ктор Саратовського ТЮГу . 1954 року в Апрацюлав ума-Атинській омусійському театрі драми .
Майстер сценічного перевтілення, яскравих і переконливих характеристик, Ю. Померанцев на сцені цього театру створив свої найкращі образи. Активно співпрацює з Казахським радіо і телебаченням. Голова Республіканської комісії з культурно-шефської роботи на селі. Протягом ряду років очолював драматичну студію при театрі. Обирався депутатом Верховної Ради Казахської РСР.

## Роботи в театрі

### Як актор
- Шут («Король Лір» Вільяма Шекспіра)
- Космо («Дама-невидимка» П. Кальдерона)
- Іван Грозний («Василиса Мелентьевна» О. М. Островського)
- Крутицький («На всякого мудреця досить простоти» О. М. Островського)
- Дзержинський («Шосте липня» М. Ф. Шатрова; Державна премія Казахської РСР 1967)
- Абай («Абай» М. О. Ауезова)

Як актор тяжіє до гострохарактерних ролей.

### Як режисер
- «Волинщик з Страконіце» Й. Тила,
- «Старі друзі» Л. Малюгіна,
- «Живий портрет» А. Морето,
- «Собака на сіні» Лопе де Вега.

Як режисер проявляє почуття стилю художньої правди і вміння розкрити драматургічний конфлікт.

## Фільмографія
Як кіноактор здобув популярність, знявшись в ролях доктора Лаврова і генерала-зрадника Андрія Власова.
- 1944 — Іван Грозний (масовка)
- 1956 — Берези в степу
- 1957 — Наш любий лікар / Біздің сүйікті дәрігер — доктор Лавров Анатолій Миколайович
- 1961 — «Сплав» — епізод
- 1962 — Перехрестя / Жол түйісі — народний засідатель
- 1966 — Земля батьків — археолог
- 1968 — Орлята Чапая — Віктор Леонідович, режисер пересувного театру
- 1968—1971 — Звільнення — генерал Андрій Власов
- 1973 — Четвірка зі співу — бджоляр
- 1975 — Батьківщини солдат — генерал Власов
- 1977 — Чарівний голос Джельсоміно — сусід
- 1978 — Чуже щастя — епізод
- 2014 — Раз на тиждень — містер Грін

## Нагороди та премії
- Герой Праці Казахстану з врученням ордена Отан (3 травня 2018 року) — за видатні досягнення в соціально-гуманітарний розвиток Республіки Казахстан, активну громадську діяльність, вагомий внесок у розвиток культури[3]
- Народний артист Казахської РСР (1961)
- Заслужений артист Казахської РСР (1959)
- Державна премія Казахської РСР (1967)[2]
- Орден Дружби (3 вересня 2018 року, Росія) — за плідну діяльність по зближенню і взаємозбагаченню культур націй і народностей[4]
- Орден Вітчизняної війни I ступеня (11 березня 1985 року)
- Орден Трудового Червоного Прапора
- Два ордена «Знак Пошани» (в тому числі 3 січня 1959 року)
- Медаль «За відвагу» (30 травня 1951 року)
- інші медалі
- Почесний громадянин міста Алмати (15 вересня 2019 роки)[5][6]

## посилання
- Лінія долі — Юрій Померанцев (Фільм перший) на YouTube
- Лінія долі — Юрій Померанцев (Фільм другий) на YouTube
- Юрію Померанцеву 90 років! [Архівовано 7 березня 2019 у Wayback Machine.]
- Від щирого серця — Юрій Померанцев